# Fokker G.I
Fokker G.I byl nizozemský těžký stíhací letoun z doby druhé světové války vyvinutý tamním leteckým výrobcem Fokker.

## Vývoj

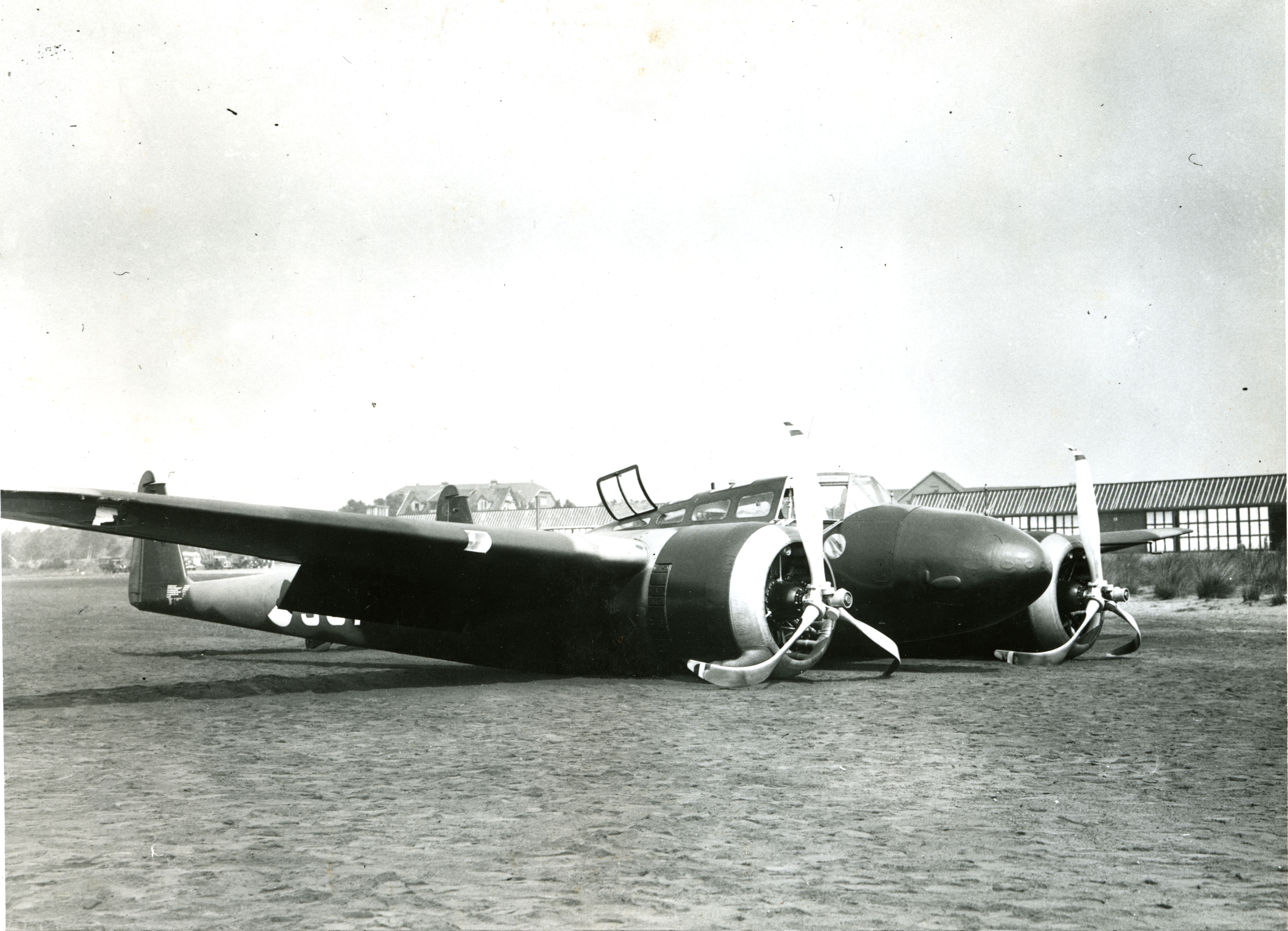
Havarovaný G.I

Na začátku druhé světové války patřil Fokker G.I mezi modernější stroje. V roce 1934[zdroj⁠?!] začala firma Fokker s vývojem moderní nové stíhačky pro nizozemskou armádu.[zdroj⁠?!] Z tohoto návrhu se stal těžký stíhací letoun s novým poněkud revolučním konceptem[zdroj⁠?!] ocasních ploch uchycených na dvou ramenech a jedné centrální gondoly trupu. Toto uspořádání bylo později s úspěchem použito například u amerického stroje P-38 Lightning a nebo na německém Fw 189. Stroj kombinoval roli těžkého stíhače, stíhacího bombardéru a průzkumného letadla.
Prototyp (pozn. značka X-2, později s trupovým číslem 341) vzlétl, pilotován československým zkušebním pilotem Karlem Marešem, 16. března 1937 z letiště Welschap, poháněný dvěma hvězdicovými motory Hispano-Suiza 14Ab-80-02 o výkonu po 500 kW, ty však musely být pro jejich nespolehlivost,:s.4 zejména po incidentu kdy jeden zcela selhal při zkouškách letu střemhlav, přičemž z něj vymrštěné součásti poškodily ocasní plochy,:s.4 nahrazeny motory Pratt & Whitney SB-4G Twin Wasp Junior po 550 kW. 
Disponoval dvěma kanóny Madsen ráže 23 mm, dvěma kulomety Madsen ráže 7,9 mm v přídi a jedním pohyblivým kulometem Madsen v zádi trupové gondoly, což byla v té době ohromná výzbroj. Prototyp byl odepsán po havárii v únoru 1940.
Sériové stroje varianty objednané Nizozemským armádním letectvem v počtu 36 kusů:s.5 a nesoucí označení G.IA měly mírně zvětšené rozměry umožňující instalaci dvojice britských motorů Bristol Mercury VIII o výkonu po 588 kW, vybranými z důvodu sjednocení se standardním nizozemským stíhacím typem Fokker D.XXI. Jejich výzbroj tvořilo osm pevných kulometů FN-Browning M36:s.4:s.7 v přídi a jeden pohyblivý v zádi, ráže 7,9 mm s 500 náboji na zbraň u pevných, a 600 u pohyblivého.:s.4 Dvoumístné letouny obdržely trupová čísla 300 až 335, přičemž jako první vzlétl stroj č. 301 9. listopadu 1938, následovaný č. 300 v listopadu. Stroj č. 302 sloužil jako předváděcí s hydraulicky ovládanými aerodynamickými brzdami pod křídlem, ve zvažované roli střemhlavého bombardéru, nabízeného Švédskému letectvu. Č. 304 byl nejprve dodán jako průzkumný s tříčlennou osádkou a prosklenou gondolou pod trupem, později byl přepracován na standard.
Letoun byl předváděn i zástupcům leteckých sil Finska, Turecka, Švédska a Dánska, které navíc projevilo i zájem o licenční výrobu typu.:s.7–8
Španělsko objednalo 24 kusů v původní menší verzi označené G.IB s pohonnými jednotkami Twin Wasp, ale zakázku se nepodařilo splnit před porážkou republikánské strany v občanské válce ve Španělsku. O 18 z rozpracovaných letounů projevilo zájem Finsko, ale brzy po nacistickém útoku na Polsko a začátku druhé světové války v Evropě nizozemská vláda zakázala vývoz vojenských letadel ze země a v prosinci 1939 se se společností Fokker oficiálně dohodla na převzetí všech strojů pro vlastní potřebu. Dvojice 20mm kanónů Hispano-Suiza jejich pevně lafetované výzbroje měla být nahrazena dvěma kanóny Oerlikon stejné ráže, dva kulomety Browning ráže 7,9 mm zůstaly zachovány.

## Nasazení

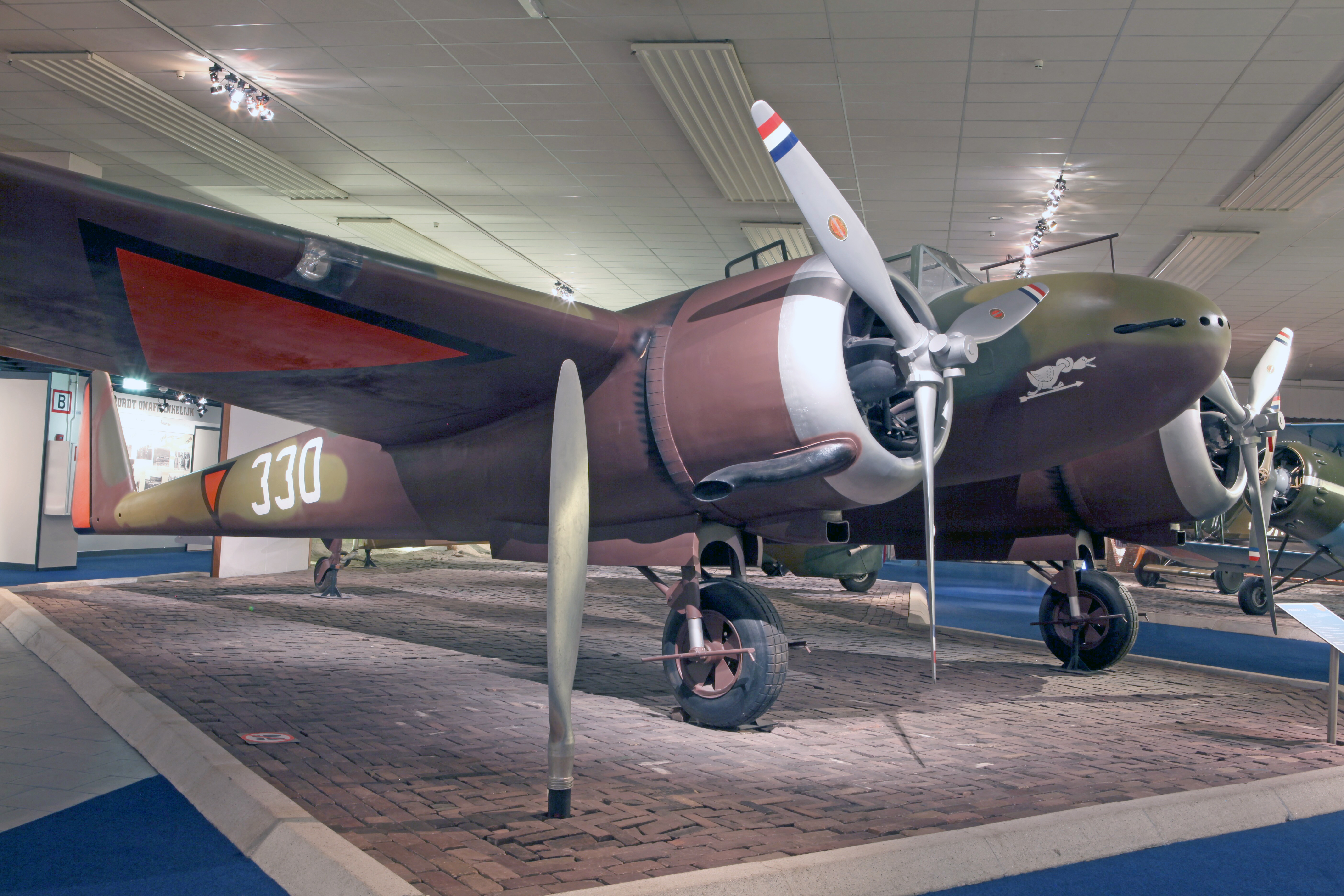
Replika Fokkeru G.IA

Všechny Fokkery G.I si tak nakonec vyžádalo nizozemské letectvo (Luchtvaartafdeeling), když 10. května 1940 do Nizozemska vpadly německé ozbrojené síly. Během krátké války létalo v LVA 12 G.IA u 4. JaVA v Bergenu a 11 kusů u 3. JaVA ve Walhavenu. Zde byly tři G.I zničeny Němci na zemi, ostatní v leteckých bojích sestřelily 7 strojů Heinkel He 111, 2 Ju 52/3m, 1 Junkers Ju 87, 1 Dornier Do 215 a 3 nespecifikované Messerschmitty.
Ze strojů G.IB, jimž byla přidělena evidenční čísla 340 až 365, bylo k 10. květnu dohotoveno 12 kusů, které však byly pro opožděnou dodávku kanónů neozbrojeny, pouze tři se podařilo improvizovaně vyzbrojit čtveřicí kulometů.
Po obsazení země převzala zbývající stroje, i exempláře dokončované v továrně Fokker již za okupace, Luftwaffe a používala je jako zkušební a výcvikové letouny, například pro piloty těžkých stíhačů Bf 110.
5. května 1941 se podařilo továrnímu zalétávači Leegstrovi a ing. Voosovi ulétnout na jednom G.IB do Velké Británie, kde byl jejich stroj podroben zkouškám u Royal Aircraft Establishment a později předán firmě Phillips and Povis Aircraft, v té době pracující na projektu celodřevěného stíhacího bombardéru, která drak použila ke zkoumání vlivu počasí na dřevěné části konstrukce. Po válce byl tento stroj zrušen.:s.10

## Varianty a projekty

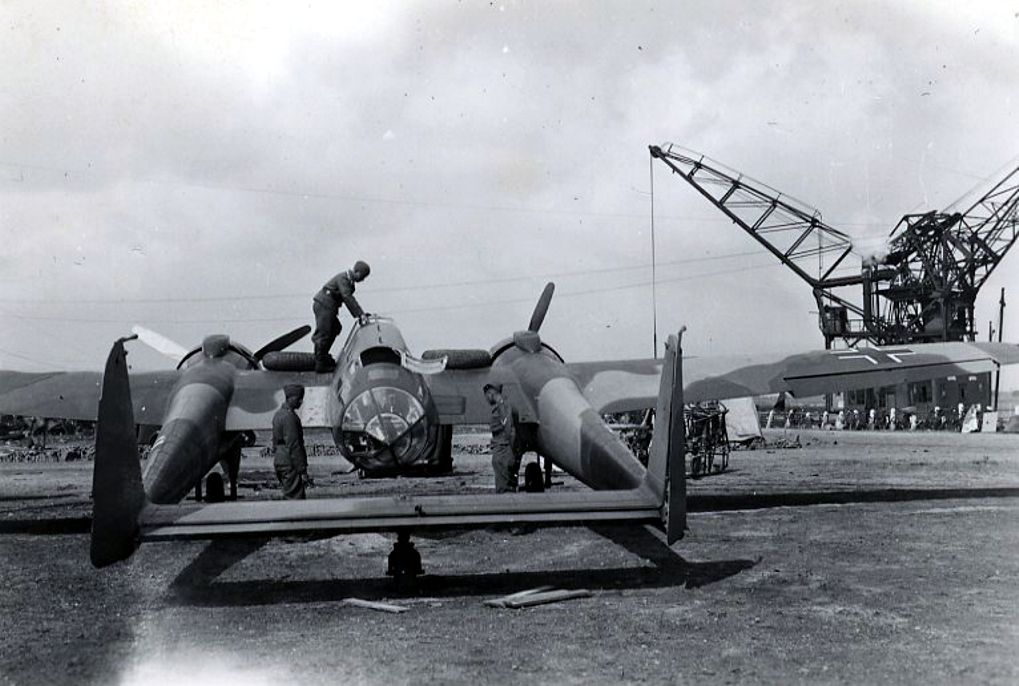
Fokker G.1, Luftwaffe

### Varianty
- Fokker G.I – prototyp s motory Hispano-Suiza 14AB, později Pratt & Whitney Twin Wasp Junior
- Fokker G.IA (či G.I Mercury) – stroj s mírně zvětšenými rozměry a motory Bristol Mercury VIII
- Fokker G.IB (či G.I Wasp) – letoun rozměrově shodný s prototypem a motory Pratt & Whitney Twin Wasp Junior

### Projekty
- Fokker G.IW – zvažovaná varianta pro Nizozemské námořní letectvo k jejíž stavbě posléze nedošlo[3]
- Fokker G.II – plánovaný čtyřmístný lehký bombardér s klasickým trupem a zdvojenou SOP, poháněný motory DB 600.[2]:s.10
- Fokker T.VI – projekt celkově zvětšeného G.I s čtyřčlennou osádkou, jenž měl být schopný nasazení jako rychlý bombardér nebo dálkový záchytný stíhač. Vývoj zastaven v prospěch projektu Fokker T.IX.[2]:s.10

## Specifikace (G.IA)

Nákres G.I

Údaje podle

### Technické údaje
- Rozpětí: 17,06 m
- Délka: 10,87 m
- Výška: 3,80 m
- Nosná plocha: 38,30 m²
- Hmotnost prázdného letounu: 3330 kg
- Vzletová hmotnost: 5000 kg

### Výkony
- Maximální rychlost: 475 km/h
- Cestovní rychlost: 383 km/h
- Stoupavost u země: 13,50 m/s
- Dolet: 1 500 km
- Dostup: 9 400 m

### Výzbroj
- 8 × pevný kulomet ráže 7,9 mm
- 1 × pohyblivý kulomet ráže 7,9 mm
- 400 kg pum v trupové pumovnici[3]